# Chunchupalle
Chunchupalle es una ciudad censal situada en el distrito de Bhadradri Kothagudem en el estado de Telangana (India). Su población es de 19944 habitantes (2011). 

## Demografía
Según el censo de 2011 la población de Chunchupalle era de 19944 habitantes, de los cuales 9877 eran hombres y 10067 eran mujeres. Chunchupalle tiene una tasa media de alfabetización del 80,80%, superior a la media estatal del 67,02%: la alfabetización masculina es del 87,29%, y la alfabetización femenina del 74,44%.